# Unidad Castellana
Unidad Castellana (UdCa) es un partido político nacionalista castellano de tendencia conservadora fundado en Ciudad Real (España) por el abulense Emilio Nieto López, antiguo secretario general del PP en Ciudad Real, en diciembre de 2001 y formado, en parte, por antiguos militantes del PRCM.
Defiende la creación de una comunidad autónoma castellana, unificando las cinco actuales autonomías que forman Castilla: Castilla y León, Castilla-La Mancha, Cantabria, Madrid y La Rioja. 
La primera cita electoral en la que participó fueron las elecciones autonómicas y municipales de 2003 en la provincia de Ciudad Real, en las que consiguieron entre otros resultados la alcaldía de Puebla de Don Rodrigo y algunas concejalías en varios pueblos del norte de Ciudad Real, zona que parece haberse convertido en su principal área de actuación.
En las elecciones municipales de 2007, UdCa presentó candidaturas en Ciudad Real, Malagón, Fernán Caballero (donde sacaron dos concejales), Luciana (donde también sacaron dos concejales), Torralba de Calatrava, Las Labores, Puebla de Don Rodrigo y Fuente el Fresno; en estas cuatro últimas localidades consiguieron un concejal en cada una. Sin embargo, estas elecciones supusieron un duro golpe para la formación que perdió la alcaldía de Puebla de Don Rodrigo. Además, no logró el objetivo de tener representación en el ayuntamiento de Ciudad Real, después de estar a sólo 16 votos de obtener un concejal. 
Tal fracaso volvió a ponerse de manifiesto en las Elecciones generales de España de 2008 dónde perdió buena parte de su antiguo apoyo electoral, consiguiendo únicamente 196 votos frente a los 601 que había conseguido en las Elecciones generales de España de 2004.
Unidad Castellana se presentó también a las elecciones locales y autonómicas de 2011. Presentó candidaturas a las Cortes, así como a la alcaldía tanto de Ciudad Real como de otras siete localidades de la provincia, entre ellas Fernán Caballero (donde con cinco concejales de un total de nueve consiguió la alcaldía por mayoría absoluta) y Luciana (donde con dos concejales de siete consiguió la llave de gobierno y se quedó a sólo veinte votos de la alcaldía), y por último Porzuna, donde consiguió un concejal de once y Fuente el Fresno, donde consiguió 2 concejales de once y tuvo la oportunidad de formar coalición con PSOE y Ciudadanos de Centro Democrático, aunque este último grupo finalmente optó por aliarse con el PP. Consiguió por tanto en estas elecciones remontar con fuerza la caída de las de 2007, pero todavía sin conseguir representación en el ayuntamiento de Ciudad Real.
En el año 2015, en las elecciones municipales y autonómicas, el resultado de Unidad Castellana fue más discreto que en las elecciones de 2003 y 2007. En Ciudad Real capital, la candidatura no obtuvo la mayoría de los votos de las anteriores convocatorias electorales. En Luciana logró tres concejales; en Fuente el Fresno, logró un único concejal, cambiando el candidato; y, en Viso del Marqués, donde no se había presentado anteriormente, UdCa obtuvo representación en el Ayuntamiento tras las elecciones municipales de 2015.
En las elecciones municipales de 2019 solo consigo representación en el Ayuntamiento de Carrión de Calatrava, donde el único concejal formó parte del gobierno municipal.
En las elecciones de 2023, se presenta en varias provincias. En Ciudad Real se presenta en Fuente el Fresno y Carrión de Calatrava; en la Comunidad de Madrid en Piñuécar-Gandullas; en la Provincia de Valladolid en los municipios de El Campillo, Lomoviejo, Matilla de los Caños, Medina del Campo, Peñafiel, Pollos, Tordesillas, Medina del Campo y Valladolid; y en la Provincia de Palencia en Cevico de la Torre.
Tras las elecciones de 2023 obtiene las alcaldías de Lomoviejo y Matilla de los Caños en la Provincia de Valladolid; y la de Cevico de la Torre en Palencia. Así mismo obtiene en la provincia de Valladolid un concejal en Peñafiel y otros dos en Pollos; en la provincia de Ciudad Real a su vez con dos concejales en Fuente el Fresno y otro en Carrión de Calatrava.